# Arkab Posterior
Arkab Posterior eller Beta2 Sagittarii (β2  Sagittarii, förkortat Beta2 Sgr, β2  Sgr) som är stjärnans Bayerbeteckning, är en jättestjärna belägen i den södra delen av stjärnbilden Skytten. Den har en skenbar magnitud på 4,29 och är synlig för blotta ögat. Baserat på parallaxmätning inom Hipparcosuppdraget på ca 24,3 mas, beräknas den befinna sig på ett avstånd av ca 134 ljusår (ca 41 parsek) från solen. 

## Egenskaper
Arkab Posterior är en blå till vit jättestjärna av spektralklass F2 III. Den har en massa som är ca 40 procent större än solens massa, en radie som är ca 3,7 gånger så stor som solens och utsänder från dess fotosfär ca 20 gånger mera energi än solen vid en effektiv temperatur på ca 7 000 K.
Baserat på variationer i rörelsen genom rymden hos Arkab Posterior är den sannolikt en astrometrisk dubbelstjärna. Houk kategoriserade 1978 den synliga komponenten som en stjärna i huvudserien av F-typ med en stjärnklassificering av F2/3 V, medan Malaroda 1975 listade den som en jättestjärna av F-typ. Den roterar snabbt med en projicerad rotationshastighet på 155 km/s, vilket ger den en något tillplattad form med en ekvatoriell radie som är 22 procent större än polarradien.